# Mustang Mamba
Mustang Mamba är en moped från svenska Mustang som hade sin tillverkning i Trelleborg. Mamban tillverkades åren 1971-1983 och var en mycket populär moped på 1970-talet. Mopeden hade en 2- eller 3-växlad Zündapp-motor på 1 hk och en bensintank i ramen som rymde 3 liter. 
Mustang Mamba finns både med och utan det undre motorfästet och "skruvtanklock" beroende på årsmodell.

## Årsmodellsförändringar
Förändringar på Mustang Mamban genom årens lopp (hjälp gärna till att fylla på):
1973/75: Modellen levereras med en verktygslåda i konstläder som är fäst i ramen under pakethållaren.
1976: Verktygslådan flyttas och finns fr.o.m denna årsmodell under sadeln.
1976: Tanklocket i plast (en plugg) ersätts med ett gängat tanklock i metall.
1977: Den ovala cylindern ersätts med den "fyrkantiga".
1978: Motorn med de svarta kåporna lanseras.
1978: Mamban har från detta år den svarta GL-gaffeln.
1979: Chokeblecket som är fäst med skruv i ramen är en nyhet.